# Fortune (tidskrift)
Fortune är en amerikansk affärstidskrift. Den är känd för sina många listor, där en av de mest kända är tidningens årliga ranking av USA:s största företag, den så kallade Fortune 500-listan. Det finns också en lista över de 500 största bolagen, då kallad Fortune Global 500.